# Nekrolog 2025
Nekrolog
◄◄
| ◄
| 2021
| 2022
| 2023
| 2024
| 2025
Januar |
Februar |
März |
April |
Mai |
Juni |
Juli |
August |
September |
Oktober |
November |
Dezember 
Weitere Ereignisse | Allgemeiner Nekrolog 2025
Die Beschreibung der verstorbenen Person sollte so kurz wie möglich gehalten sein und nur deren signifikante Tätigkeit(en) enthalten.
Neue Namen ggf. auch unter dem Geburts- und Sterbedatum, also etwa unter 1. Januar und im Geburts- und Sterbejahr (2024) eintragen (nur bei entsprechender großer Wichtigkeit). Für Beispiele siehe die schon vorhandenen Artikel.
Außerdem über die fünf zuletzt Verstorbenen, zu denen es einen ausreichend guten Artikel für eine Präsentation auf der Hauptseite gibt, nach der todesbedingten Überarbeitung der Artikel ggf. auch unter Wikipedia Diskussion:Hauptseite informieren und sie am besten auch in den anderen Wikipedia-Sprachversionen eintragen. Tipp: Regelmäßig bei news.google.de nach „ist tot“, „gestorben“ oder „verstorben“ suchen.
Wenn eine Person gestorben ist, gibt es viele Seiten zu dieser Person in der Wikipedia, die davon auch betroffen sind und entsprechend aktualisiert werden müssen. Beispiele: Namenübersichtsseite, Geburtsjahr, Geburtsort-Seiten und viele mehr.
Wie finde ich die betroffenen Seiten?
Im Suchfeld auf der linken Seite gibt man den Suchbegriff so ein: „Vorname Nachname“. Dann klickt man auf Volltext und alle Seiten mit entsprechendem Suchtext werden aufgerufen. Hier sieht man dann schnell, wo auch das Todesjahr Sinn macht oder sogar ein Teil des Artikels angepasst werden muss. Auch hilft das „Werkzeug“ auf der linken Seite sehr gut, um solche Seiten aufzufinden: „Links auf diese Seite“. Somit ist die Wikipedia wieder aktuell in allen Bereichen! Hinweis: bei Eintragung der Kategorie „Gestorben JAHR“ wird der Missbrauchsfilter 49 ausgelöst, was jedoch nicht schlimm ist. Siehe: Spezial:Missbrauchsfilter/49
Dies ist eine Liste von im Jahr 2025 verstorbenen bekannten Persönlichkeiten. Die Einträge erfolgen innerhalb der einzelnen Daten alphabetisch sortiert. Tiere sind im Nekrolog für Tiere zu finden.
Die Liste ist nach Monaten aufgeteilt:
- Nekrolog Januar 2025
- Nekrolog Februar 2025
- Nekrolog März 2025
- Nekrolog April 2025
- Nekrolog Mai 2025
- Nekrolog Juni 2025
- Nekrolog Juli 2025
- Nekrolog August 2025
- Nekrolog September 2025
- Nekrolog Oktober 2025
- Nekrolog November 2025
- Nekrolog Dezember 2025

## August
Bearbeitungshinweis: Neue Todesfälle bitte absteigend nach Tagen geordnet eintragen. Die Todesfälle desselben Tages bitte in alphabetischer Reihenfolge einfügen.
| Tag        | Name                              | Beruf, bekannt als                                                | Alter | Beleg |
| ---------- | --------------------------------- | ----------------------------------------------------------------- | ----- | ----- |
| 10. August | Kunishige Kamamoto                | japanischer Fußballspieler, -trainer und Politiker                | 81    |       |
| 9. August  | Mahmoud Farshchian                | iranischer Maler                                                  | 95    |       |
| 8. August  | Terry Hennessey                   | walisischer Fußballspieler                                        | 82    |       |
| 8. August  | Estanislao Esteban Karlic         | argentinischer Kardinal                                           | 99    |       |
| 8. August  | William H. Webster                | US-amerikanischer Jurist und Regierungsbeamter                    | 101   |       |
| 8. August  | Leo Windtner                      | österreichischer Fußballfunktionär                                | 74    |       |
| 7. August  | Nemanja Đurić                     | jugoslawischer Basketballspieler und -trainer                     | 89    |       |
| 7. August  | Heinz Hardt                       | deutscher Ingenieur und Politiker                                 | 88    |       |
| 7. August  | Jim Lovell                        | US-amerikanischer Astronaut                                       | 97    |       |
| 7. August  | Osvaldo Piro                      | argentinischer Bandoneonist und Tangokomponist                    | 88    |       |
| 7. August  | Myint Swe                         | myanmarischer Politiker                                           | 74    |       |
| 6. August  | Gianni Berengo Gardin             | italienischer Fotograf                                            | 94    |       |
| 6. August  | Edward Omane Boamah               | ghanaischer Politiker und Arzt                                    | ≈51   |       |
| 6. August  | Peter John Elliott                | australischer Weihbischof                                         | 81    |       |
| 6. August  | Ibrahim Murtala Muhammed          | ghanaischer Politiker                                             | 50    |       |
| 6. August  | Suleiman al-Obeid                 | palästinensischer Fußballspieler                                  | 41    |       |
| 6. August  | Eddie Palmieri                    | US-amerikanischer Pianist                                         | 88    |       |
| 5. August  | Mário Júlio de Almeida Costa      | portugiesischer Politiker                                         | 97    |       |
| 5. August  | Laurent Chu Van Minh              | vietnamesischer Weihbischof                                       | 81    |       |
| 5. August  | Jorge Costa                       | portugiesischer Fußballspieler, -trainer und -funktionär          | 53    |       |
| 5. August  | Ion Iliescu                       | rumänischer Politiker                                             | 95    |       |
| 5. August  | Nancy King                        | US-amerikanische Jazzsängerin                                     | 85    |       |
| 5. August  | Parviz Koozehkanani               | iranischer Fußballspieler                                         | 96    |       |
| 5. August  | Satya Pal Malik                   | indischer Politiker                                               | 79    |       |
| 5. August  | Frank Mill                        | deutscher Fußballspieler                                          | 67    |       |
| 5. August  | Snyder Rini                       | salomonischer Politiker                                           | 77    |       |
| 5. August  | Vladimiro Zagrebelsky             | italienischer Richter                                             | 85    |       |
| 4. August  | Marco Bonamico                    | italienischer Basketballspieler                                   | 68    |       |
| 4. August  | Tor Åge Bringsværd                | norwegischer Schriftsteller                                       | 85    |       |
| 4. August  | Wolfgang Buresch                  | deutscher Puppenspieler und Regisseur                             | 84    |       |
| 4. August  | Andrea Evers                      | deutsch-niederländische Psychologin                               | 58    |       |
| 4. August  | Ove Kindvall                      | schwedischer Fußballspieler                                       | 82    |       |
| 4. August  | Jane Morgan                       | US-amerikanische Sängerin                                         | 101   |       |
| 4. August  | Mario del Valle Moronta Rodríguez | venezolanischer Bischof                                           | 76    |       |
| 4. August  | George Morrison                   | irischer Filmemacher                                              | 102   |       |
| 4. August  | Talghat Mussabajew                | kasachischer Kosmonaut                                            | 74    |       |
| 4. August  | Nick Nikitakis                    | griechischer Musiker, Gitarrist und Singer-Songwriter             | 70    |       |
| 4. August  | Terry Reid                        | britischer Sänger, Gitarrist und Songwriter                       | 75    |       |
| 4. August  | Angelo Maria Ricci                | italienischer Comiczeichner                                       | 79    |       |
| 4. August  | Lawrence Sawyer                   | britischer Gewerkschafter und Politiker                           | 82    |       |
| 4. August  | Eldar Schengelaia                 | georgischer Filmproduzent und Politiker                           | 92    |       |
| 4. August  | Shibu Soren                       | indischer Politiker                                               | 81    |       |
| 4. August  | Peter Temin                       | US-amerikanischer Wirtschaftshistoriker                           | 87    |       |
| 4. August  | James Whale                       | britischer Hörfunkmoderator                                       | 74    |       |
| 3. August  | Loni Anderson                     | US-amerikanische Schauspielerin                                   | 79    |       |
| 3. August  | Nando Angelini                    | italienischer Schauspieler                                        | 91    |       |
| 3. August  | Joe Daley                         | US-amerikanischer Tubist und Komponist                            | 79    |       |
| 3. August  | Elçin Əfəndiyev                   | aserbaidschanischer Schriftsteller und Politiker                  | 82    |       |
| 3. August  | Rhoda Kalema                      | ugandische Politikerin                                            | 96    |       |
| 3. August  | Kiril Kawadarkow                  | bulgarischer Schauspieler                                         | 81    |       |
| 3. August  | Fritz Lobinger                    | deutsch-südafrikanischer Bischof                                  | 96    |       |
| 3. August  | Giuseppe Malandrino               | italienischer Bischof                                             | 94    |       |
| 3. August  | Ulli Potofski                     | deutscher Sportmoderator                                          | 73    |       |
| 3. August  | Stella Rimington                  | britische Schriftstellerin und Geheimdienstlerin                  | 90    |       |
| 3. August  | Ercole Spada                      | italienischer Automobildesigner                                   | 88    |       |
| 2. August  | Uta-Renate Blumenthal             | deutsche Historikerin                                             | 89    |       |
| 2. August  | Chu Long Quang                    | chinesischer Schauspieler                                         | 86    |       |
| 2. August  | Manfred Koller                    | österreichischer Restaurator                                      | ≈84   |       |
| 2. August  | Kelley Mack                       | US-amerikanische Schauspielerin                                   | 33    |       |
| 2. August  | Ariovaldo Umbelino de Oliveira    | brasilianischer Geograph                                          | 77    |       |
| 2. August  | Wladimir Popow                    | russischer Ringer                                                 | 63    |       |
| 2. August  | Udo Steinbach                     | deutscher Islamwissenschaftler                                    | 82    |       |
| 2. August  | Adam Turck                        | US-amerikanischer Schauspieler                                    | 35    |       |
| 2. August  | Peter Veselovský                  | slowakischer Eishockeyspieler                                     | 60    |       |
| 1. August  | Rahaman Ali                       | US-amerikanischer Boxer                                           | 82    |       |
| 1. August  | Urs Bühler                        | Schweizer Unternehmer                                             | 82    |       |
| 1. August  | Ernst Hanauer                     | deutscher Unternehmer                                             | 94    |       |
| 1. August  | Maryam Hosseinian                 | iranische Schriftstellerin                                        | 50    |       |
| 1. August  | Jonathan Kaplan                   | US-amerikanischer Filmregisseur                                   | 77    |       |
| 1. August  | Kōji Kinutani                     | japanischer Maler                                                 | 82    |       |
| 1. August  | Ira Lember                        | sowjetische bzw. estnische Schriftstellerin und Kinderbuchautorin | 99    |       |
| 1. August  | Jack Morava                       | US-amerikanischer Mathematiker                                    | 81    |       |
| 1. August  | David Roach                       | US-amerikanischer Sänger                                          | 59    |       |
| 1. August  | Reiner Schmidt                    | deutscher Rechtswissenschaftler                                   | 88    |       |
| 1. August  | Jeannie Seely                     | US-amerikanische Country-Sängerin und Songschreiberin             | 85    |       |

### Datum unbekannt
| Zeitangabe                       | Name                    | Beruf, bekannt als                                         | Alter | Beleg |
| -------------------------------- | ----------------------- | ---------------------------------------------------------- | ----- | ----- |
| Tod bekannt gegeben am 9. August | Iwan Krasko             | sowjetischer bzw. russischer Schauspieler                  | 94    |       |
| Tod bekannt gegeben am 6. August | Mustafa Demir           | türkischer Architekt und Politiker                         | 64    |       |
| Tod bekannt gegeben am 6. August | Uljana Havemann         | deutsche Filmregisseurin und Drehbuchautorin               | 51    |       |
| Tod bekannt gegeben am 3. August | Maria Luise Caputo-Mayr | österreichisch-US-amerikanische Literaturwissenschaftlerin | 90    |       |